# Бродзиць (герб)
Бродзиць (Брода, Бродзич, Три Хрести, пол. Brodzic, Broda, Brodzicz, Trzy Krzyże)  — шляхетський герб польського походження, що вживався у Польщі (в основному у Великопольщі й Мазовії) та Україні.

## Опис
В червоному (іноді блакитному) полі три золоті хрести, що виходять із золотого кільця, два до верхніх кутів щита, а третій прямо вниз. На шоломі п'ять страусиних пір'їн.

## Історія
Вперше згаданий у записі від 1414 року, вперше зустрічається як зображення на печатці від 1444 року.
Герб згадує у своїй праці Ян Длугош, також він фігурує в Genus Polonicum providum et in Masovia propagatum. Згідно Бартоша Папроцького, початки цього гербу сягають часів правління короля Казимира I (тобто першої половини XI ст.), який воював у ті часи з язичницьким племенем ятвягів. У цих війнах особливо відзначився один польський юнак, якого за ці заслуги король нагородив маєтностями у Мазовії та гербом Бродзиць. Герб отримав свою назву унаслідок того, що  його першим власником був лицар, що відрізнявся своєю бородою. Ці події, за словами отця Рутки, відбулися в 1038 році. Папроцький пригадував, що бачив у списку фундаторів костелу в Плоцьку від 1106 року трьох рідних братів, графів де Броди — Вшебора, Свентослава і Кристина, які записали десятину зі своїх добр на цей костел.

## Роди
Барановські (Baranowski), Бартошевичі (Bartoszewicz), Бжезенські (Brzezieński), Бжезинські (Бжезінські) (Brzeziński), Билини (Биліни, Білини) (Bilina), Блюми (Blum), Боніковські (Bonikowski), Боніславські (Bonisławski), Боньковські (Bońkowski), Бонюшки (Boniuszko), Бородзиці (Бородзіци) (Borodzic), Бородзичі (Borodzicz), Бродзиці (Бродзіци) (Brodzic), Бродзицькі (Brodzicki), Бродзичі (Brodzicz), Бродзінські (Brodziński), Бродські (Brodzki), Буніни (Bunin).
Восінські (Восинські) (Wosiński), Вроченські (Wroczeński), Врочинські (Wroczyński).
Ґонсьоровські (Gąsiorowski).
Дибовські (Dybowski), Дилевські (Dylewski), Добжицькі (Dobrzycki), Добшевичі (Dobszewicz), Доляновські (Dolanowski), Домбрувки (Dąbrówka), Дубовські (Dubowski).
Єжевські (Jeżewski).
Жоховські (Żochowski), Жублевські (Żublewski).
Заборські (Zaborski), Завадські (Zawadzki), Завацькі (Zawacki), Заваловські (Zawałowski), Захайжевичі (Zachajżewicz), Захаркевичі (Zacharkiewicz), Зоховські (Zochowski).
Казановичі (Kazanowicz), Капленські (Kapleński), Каплинські (Каплінські) (Kapliński), Клічевські (Kliczewski), Ключевські (Kluczewski), Конецькі (Koniecki), Косяновичі (Kosianowicz), Ку(р)жондковські (Kurządkowski), Ку(р)жонтковські (Kurzątkowski), Кульвець (Kulwiec), Кульвицькі (Kulwicki), Кунецькі (Kunecki, Kuniecki), Кучкрайовські (Kuczkrajowski), Кушелевські (Kuszelewski), Кшиновлоські (Krzynowłoski), Кшиновлоцькі (Krzynowłocki).
Левандовські (Lewandowski), Липинські (Lipiński), Лонцькі (Łącki), Лоські (Łoski).
Маєвські (Majewski), Мілоцькі (Милоцькі) Miłocki, Мількінти (Milkint), Мілянські (Milański), Модельські (Modelski), Моєки (Mojek), Моєцькі (Mojecki), Мроковські (Mrokowski).
Ноїшевські (Noiszewski), Нойшевські (Nojszewski, Noyszewski).
Ольшевські (Olszewski), Остшиковські (Ост(р)жиковські) (Ostrzykowski).
Падевські (Padewski), Пілітинські (Pilityński), Пілітовські (Pilitowski), Пільтовські (Piltowski), Пінські (Piński), Подгорські (Підгорські) (Podhorski), Пого(р)жельські (Pogorzelski), Покутинські (Pokutyński), Політовські (Politowski), Полюховські (Poluchowski), Пшевлоцькі (Przewłocki). 
Радзановські (Radzanowski), Радзимінські (Radzymiński), Радзімінські (Radzimiński), Радоміські (Radomiski), Радомські (Radomski), Реґульські (Regulski), Рими (Жими, Ржими) (Rzym), Римські (Жимські, Ржимські) (Rzymski).
Сермоські (Siermoski), Серомські (Sieromski), Сінцілли (Sinciłło), Сінціли (Синцило) (Sinciło), Сіромські (Siromski), Сохи (Socha), Сурожі (Suroż), Сускрайовські (Suskrajowski), Сускройовські (Suskrojowski), Сюцілли (Сюцили) (Siuciłło).
Талібські (Talibski), Таліпські (Talipski), Тиборовські (Tyborowski).
Фронцкевичі (Frąckiewicz, Fronckiewicz).
Цьолки (Ciołko).
Щутовські (Szczutowski).
Янчевські (Janczewski) .

## Відомі армігери
- Вячеслав Липинський, український  політичний діяч і історик XX століття шляхетського походження.
- Кипрія́н Жохо́вський - Митрополит Київський, Галицький та всієї Руси

## Галерея

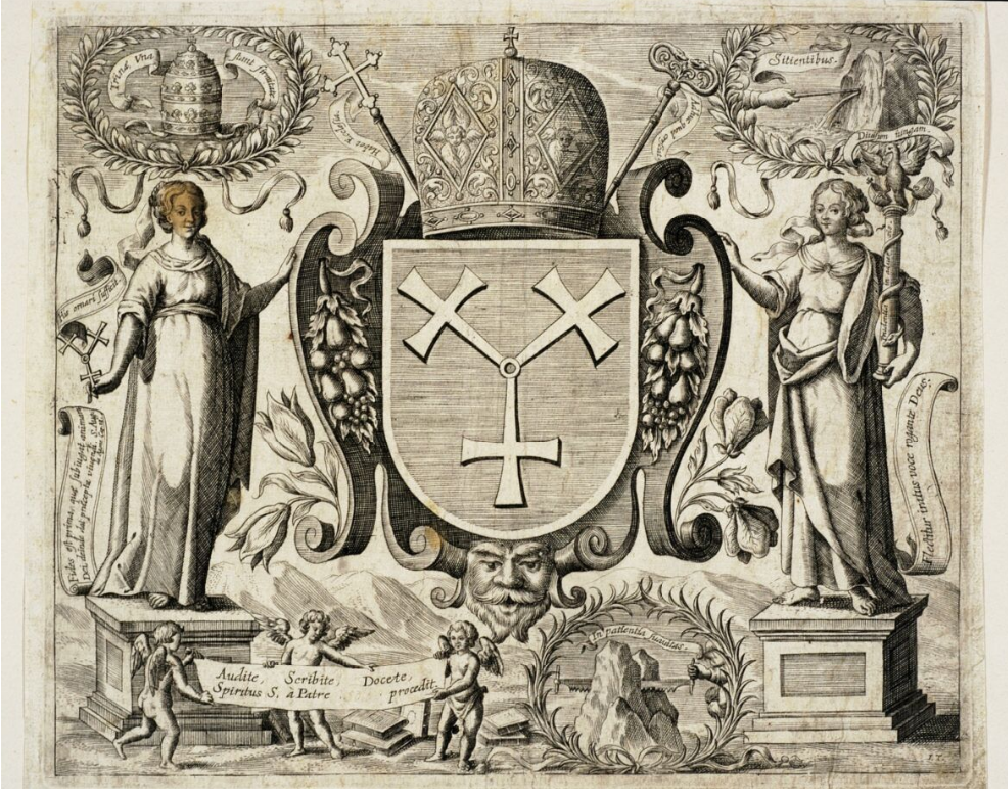
Алегорія на герб Бродзиць 1688-1710
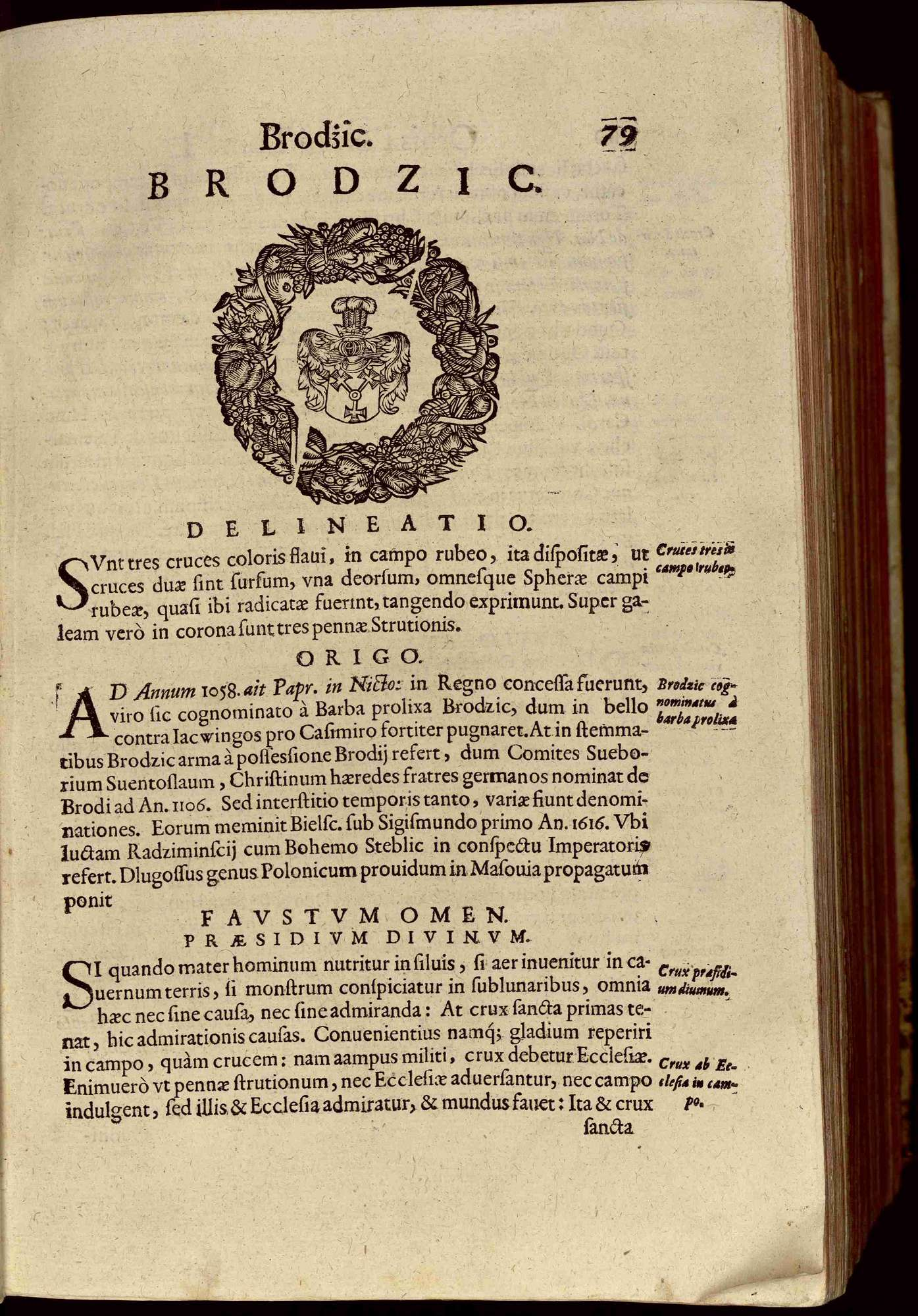
Сторінка із гербовника С. Окольського «Orbis Poloni» (1642, Краків) з описом герба Бродзиць
Бродзиць II
Бродзиць III
Бродзиць відмінний